# ويليام مارتن (سياسي)
ويليام مارتن هو سياسي كندي، ولد في 13 سبتمبر 1886 بديفون في المملكة المتحدة، وتوفي في 19 ديسمبر 1973 ببرانتفورد في كندا. حزبياً، نشط في حزب أونتاريو المحافظ التقدمي. وقد انتخب عضو برلمان مقاطعة أونتاريو عن دائرة Brantford (provincial electoral district) ‏ (1 ديسمبر 1926 – 16 مايو 1934).